# Moab, Utah
Moab este un orășel (în engleză town), o municipalitate și sediul comitatului Grand, statul Utah, Statele Unite ale Americii. Moab este  situat în apropiere de Parcul Național Arches, care la rândul său este situat în statul Utah.
La o populație de 4.779 de locuitori, la data efectuării recensământului din anul 2000, Moab fusese cea mai populată localitate atât din comitatul Grand cât și din estul statului Utah GR6
În fiecare an, Moab găzduiește largi mulțimi de turiști care vizitează cunoscutele parcuri naționale Arches și Canyonlands. Orașul este, de asemenea, o foarte utilizată bază pentru tururi efectuate de iubitori ai ciclismului montan, care utilizează cunoscutul circuit Slickrock Trail, respectiv de iubitori ai circuitelor auto off-road, care participă în concursul anual Moab Jeep Safari.